# Wapen van Berlare

Huidige wapen van Berlare (sinds 1995).

Het Wapen van Berlare is het heraldisch wapen van de Oost-Vlaamse gemeente Berlare. Het eerste wapen werd op 4 november 1854, per koninklijk besluit, aan de gemeente toegekend. Het huidige, nieuwe wapen werd, per ministerieel besluit, op 4 november 1995 toegekend aan de fusiegemeente Berlare.

## Geschiedenis
Toen het eerste gemeentewapen werd aangevraagd voor Berlare baseerde men zich op een zegel uit de 18e eeuw, waarop Martinus van Tours (de patroonheilige van Berlare) was afgebeeld die een stuk van zijn mantel afsneed om aan een bedelaar te geven. In het Koninklijk Besluit werd bepaald dat deze afbeelding in natuurlijke kleur was op een veld van zilver.
Na de fusie werd gekozen voor een nieuw gemeentewapen, waarin de drie oude wapens van de deelgemeenten zouden worden opgenomen. Het nieuwe, huidige wapen is doorsneden met bovenaan het oude wapen van Berlare met een Sint-Martinus met bedelaar van natuurlijke kleur op een veld van zilver, terwijl onderaan het schild gedeeld is en heraldisch rechts het oude wapen van Uitbergen (zes schelpen, dit motief komt voor op een zegel uit 1649 voor Uitbergen én Overmere) en heraldisch links het oude wapen van Overmere (een leeuw met een schuinbalk, het familiewapen van van Massemen, dit motief komt ook voor op een zegel uit 1649 voor Uitbergen én Overmere).

## Blazoen
De blazoenering van het eerste wapen was:
D'argent à un Saint-Martin, au naturel.— Koninklijk Besluit van 4 november 1854.
Het huidige wapen heeft de volgende blazoenering:
Doorsneden 1. in zilver een Sint-Martinus met bedelaar, alles van natuurlijke kleur 2. gedeeld a. in sabel zes schelpen van zilver 3, 2 en 1 geplaatst b. in lazuur een leeuw van goud, geklauwd en getongd van keel, met over alles heen een schuinbalk van keel, beladen met drie breedarmige kruisjes van zilver, in de richting van de schuinbalk geplaatst.— Ministerieel Besluit van 4 november 1995.